# Sytske de Groot
Sytske de Groot nizozemska veslačica, * 3. april 1986, Delft.
Z nizozemskim osmercem je na Poletnih olimpijskih igrah 2012 v Londonu osvojila bronasto medaljo. Bronasto medaljo je z osmercem osvojila že na Svetovnem prvenstvu leta 2009, leta 2010 pa je na Evropskem prvenstvu nizozemski čoln osvojil srebro.